# Riku Sanjō
Riku Sanjō (三条 陸, Sanjō Riku) est un scénariste de manga et d'anime né le 3 octobre 1964 à Tokyo. Il est diplômé de l'université Meiji.
Il a notamment travaillé en collaboration avec Kōji Inada.

## Œuvres principales
- Beet the Vandel Buster (冒険王ビィト) (manga) : scénariste
- Dragonquest tanpenshuu - Dragonquest 4 gaiden - Jigoku no meikyuu (ドラゴンクエスト短編集 ドラゴンクエスト4外伝 地獄の迷宮) : scénariste
- Dragon Quest : Dai no daiboken (ダイの大冒険 - « Fly » en France) (manga) : scénariste
- Omaenbaa Z (あまえんぼーＺ)
- Side borne (サイドボーン) : scénariste
- Digimon Xros Wars (anime) : scénariste
- Kamen Rider W (série live) : scénariste
  - Fuuto Tantei (manga, puis anime) : scénariste (manga et anime), réalisateur (anime)
- Kamen Rider Fourze (série live) : scénariste
- Kamen Rider Drive (série live) : scénariste